# Asura obsoleta
Asura obsoleta är en fjärilsart som beskrevs av Moore 1878. Asura obsoleta ingår i släktet Asura och familjen björnspinnare. Inga underarter finns listade i Catalogue of Life.